# Dalitok

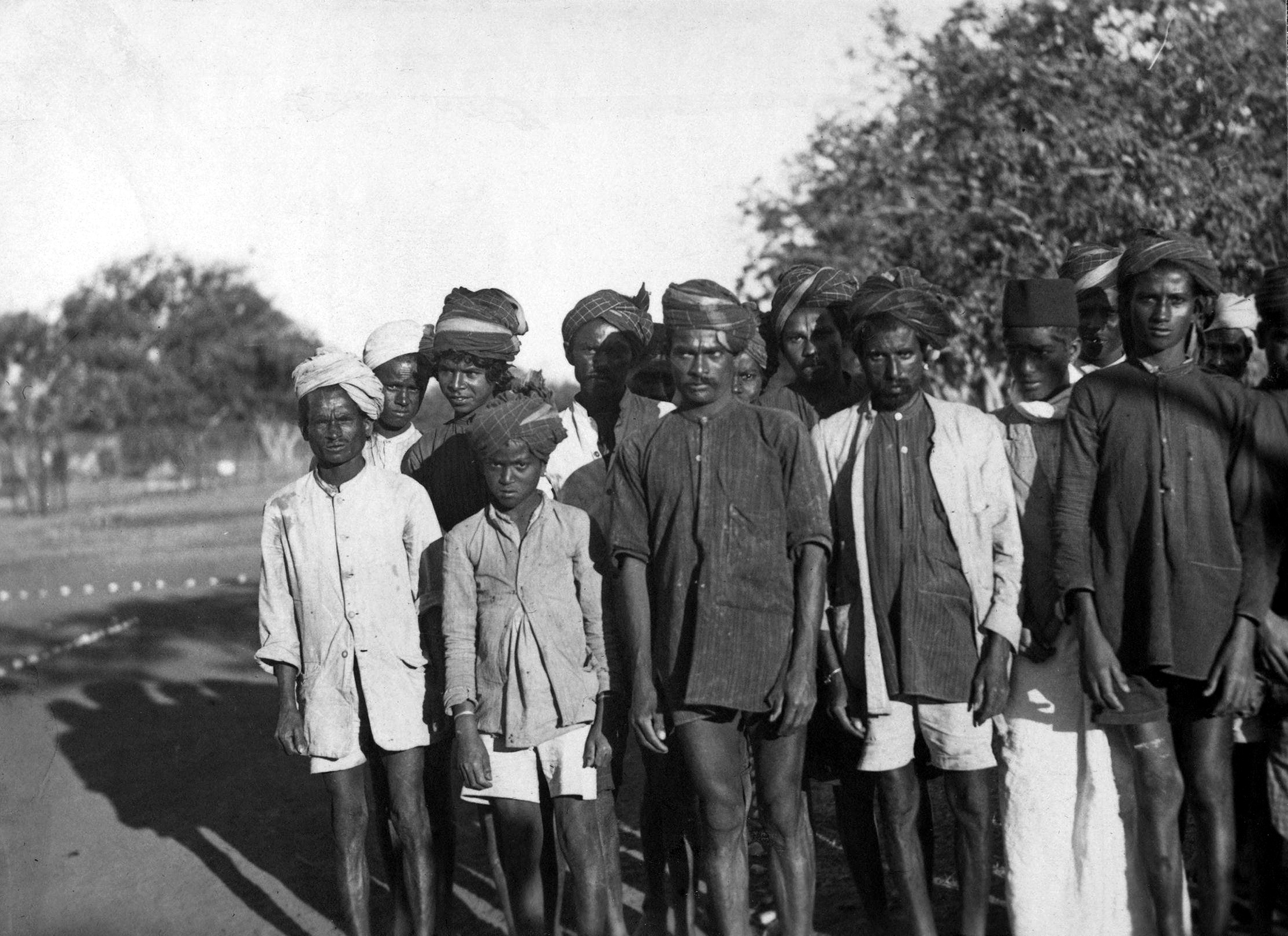
Dalitok egy Bengaluruhoz közeli iskolában a 20. század elején

A dalit (दलित – szótári jelentése maráthi nyelven ’elnyomott’) vagy magyarul gyakran: pária, az indiai kasztrendszerben hagyományosan érinthetetlennek tartott emberek csoportjának önelnevezése.
A kifejezést már a 19. században használták. Az elnevezést Dr. Ámbédkar tette népszerűvé. A dalitok a négy varnából álló hindu kasztrendszerből kirekesztett emberek, kiket ezért „ötödik varna” néven is emlegettek. Állami dokumentumok általában lajstromba vett kasztok (Scheduled Castes – SC) néven nevezik az érinthetetleneket. A dalit elnevezés egyre inkább kiterjed a lajstromba vett törzsekre (Scheduled Tribes – ST, ádivászí, आदिवासी), és minden hátrányos helyzetű, történelmileg kirekesztett közösségre.
A dalitok kevert népesség, mely szerte Dél-Ázsiában csoportokat alkot. Különböző nyelveket beszélnek és különféle vallásokat gyakorolnak. A lajstromba vett kasztok India lakosságának a 16,6%-át alkották, a lajstromba vett törzsek (ST, ádivászí आदिवासी) pedig 8,6%-át. A dalitok és ádivászík együttesen tehát az indiai lakosság több mint egynegyedét teszik ki a 2011-es népszámlálás szerint.
A sérelmükre elkövetett zaklatások, támadások, hátrányos megkülönböztetés és más bűncselekmények megakadályozására az indiai kormányzat törvénybe foglalta az atrocitások megelőzését: Prevention of Atrocity (POA) act 1995. március 31-én.
1932-ben Brit India (British Raj) a Communal Award című oktrojált alkotmánycikkelyben önálló választókerületeket ajánlott a dalitok vezetőinek kiválasztására. Mivel Mohandász Gandhi ezt ellenezte, B. R. Ámbédkar tárgyalásokat kezdett a börtönben lévő Gandhival, és megkötötte vele a Punéi Egyezményt.
A függetlenség kikiáltását követően, 1947-ben India állásokat és oktatási lehetőségeket nyújtott a dalitoknak, majd 1974-ben ezeket az intézkedéseket kiterjesztette. 1995-re az állami állások 17,2%-át dalitok töltötték be, ami meghaladta a lakossági arányukat. 1997-ben India a dalit származású K. R. Narayanant választotta meg köztársasági elnöknek. Sok társadalmi szervezet közreműködött abban, hogy jobb oktatási, egészségügyi és alkalmazási feltételek teremtődjenek a dalitok számára. Bár a kasztok alapján megvalósuló megkülönböztetés tilos, és az érinthetetlenséget India Alkotmánya eltörölte, ilyen gyakorlatok mindmáig fennmaradtak.
Dalitok és hasonló csoportok szerte Dél-Ázsiában előfordulnak Indiában, Nepálban, Pakisztánban, Srí Lankán és Bangladesben. Dalitok bevándoroltak az Egyesült Államokba, Nagy-Britanniába, Szingapúrba, Malajziába, a Dél-afrikai Köztársaságba, Kanadába és a Karib-térségbe.

## Etimológia
A „dalit” szó a szanszkrit nyelvből eredeztethető. Jelentése ’elnyomott’, ’megtaposott’. Alighanem Dzsjótiráo Phulé (Jyotirao Phule) használta először a XIX. században, hogy érzékeltesse az akkori érinthetetlenekre nehezedő elnyomást.
Victor Premasagar szerint a szó kifejezi, hogy a dalitok milyen „gyöngék, szegények és megalázottak a felsőbb kasztbéliek kezében."
A „dalit” kifejezés a köznyelvben felváltott egy sor megbélyegző elnevezést (pl. „érinthetetlen”). A „dalit” szóval sokan politikailag azonosultak. Épp úgy történt ez Indiában, ahogyan Amerikában az „afrikai-amerikai” vagy a „fekete” megnevezés is felváltotta a „néger” megjelölést, vagy ahogyan hazánkban a „roma” önelnevezés lassan kiszorítja a hivatalos használatból a „cigány” elnevezést.
A dalitok ma azért használják szívesen ezt a megnevezést, mert hisznek abban, hogy ez a szó többet jelent a szótári jelentésénél. Olyan önazonosság ez, amely harcból és önérvényesítésből született.

### Más elnevezések
A klasszikus források nagy része, pl. a Manu törvénykönyve szanszkrit nyelven utal rájuk: csandála (चण्डालः).
Mahátmá Gandhi bevezette a haridzsan (हरिजन) szó használatát, amit nagyjából így fordíthatnánk: ’Isten gyermekei’. Ezt azonban az érintettek lenézőnek, atyáskodónak érzik. „Lajstromba vett kasztok” (Scheduled castes) megnevezéssel találkozunk az indiai kormány dokumentumaiban.

## Hindu kasztrendszer
A felsőbb kasztok úgy tekintettek a dalitokra, mint akik kívül állnak a varnák vagy kasztok rendszerén, tehát a vallás által szentesített négy varnán kívül egy tisztátalan ötödiket alkotnak.

## Társadalmi státus

### Történelem
Dháraví hatalmas nyomornegyed Mumbai városban, amelyet az 1880-as években alapítottak, a brit gyarmati uralom idején. A gyarmati kormányzat kiűzte a tímár, cserzővarga, szűcs szakmákat űző dalitokat a Bombay félszigetről, hogy néhány km-rel arrébb alapítsák meg Dháravít. Ma már csak a helyiek 20%-a dalit.
A hindu kasztrendszerben a dalitok dolga az volt, hogy a vallásilag tisztátalannak számító foglalkozásokat űzzék: bőrrel foglalkozzanak, hentesként dolgozzanak, szemetet szedjenek, utcát söpörjenek, dögöket és ürüléket takarítsanak el, csatornát tisztítsanak, vécét pucoljanak. Az volt az általános hiedelem, hogy ezek a munkák vallásilag beszennyezik az egyént, és ez a tisztátalan állapot fertőző.
A dalitok általában ki voltak rekesztve a társadalmi életből. Szegregált telepeken éltek. Nem léphettek be templomba, iskolába. Más kasztok elővigyázatosan kerülték velük az érintkezést.

### Reform
1950-től fogva India olyan törvényeket és intézkedéseket hozott, amelyek megjavították a dalitok társadalmi gazdasági helyzetét. 1995-re az indiai munkahelyek 17,2 %-át dalitok töltötték be, tehát lakossági arányuknál magasabb arányban képviseltették magukat a munka világában. A magasabb állami állásokban is 10 % volt a jelenlétük, tehát 40 év alatt tízszeresére nőtt. A XXI. században dalitokat választottak India legmagasabb jogi és politikai hivatalaira. 1997-ben India demokratikusan köztársasági elnökké választotta a dalit K. R. Narayant.
2001-ben India dalit népességének életminősége a számok tükrében összehasonlíthatóvá vált az átlag indiai lakossággal, ha az egészségügyi ellátást, a várható élettartamot, az oktatás elérhetőségét, ivóvízzel való ellátottságot, lakhatást nézzük.
A Bihár szövetségi államban élő dalitok segítése érdekében Dr Birbal Jha, a British Lingua vezetője Bihár kormányával angol nyelvtanfolyamokat indított. 2010-ben a dalitokra irányult a nemzetközi figyelem Marcus Perkins dalitokat bemutató portrékiállítása révén.
India legnépesebb szövetségi államában, Uttar Pradesben (उत्तर-प्रदेश) a dalitok forradalmasították a közéletet. A dalitok vezette Bahujan Samaj Párt többször is megnyerte a választásokat, és a párt vezetője, Mayawati asszony, főminiszter lett.
Ezeket a bámulatos eredményeket a Dr Ámbédkar által elindított mozgalom és az általa megtervezett indiai alkotmány alapozta meg. A dalitok politikai érdekérvényesítése mindig Dr Ámbédkar kultuszára épült.
1977-től egészen 1994-ig küzdöttek például a Námantar Andólan (Névváltoztatási Mozgalom नाम अंतर आंदोलन) aktivistái, hogy az Aurangábád városban működő egyetem felvegye Dr Ámbédkar nevét. 1977-ben Mahárástra szövetségi állam főminisztere Vasantdada Patil megígérte az új nevet a Dalit Párducok képviselőinek, és a mahárástrai törvényhozás a következő év júliusában el is fogadta az erre vonatkozó határozatot. Két héten át tartó zavargások törtek ki ekkor, melyek során a csőcselék dalitokat támadott meg. Sharad Pawar, az új főminiszter ezért elhalasztotta az átnevezést. Emiatt került sor a dalit vezetők hosszú menetelésére 1979 decemberében. Több ezer résztvevőt tartóztattak le. Az egyetem végül 1994. január 14-én vette föl Dr Ámbédkar nevét.

## Gazdasági státus
Egy 2014-es Kisebbségi Minisztériumi jelentés Amitabh Kundu tollából, úgy számol, hogy a falusi Indiában a Lajstromba vett törzsek tagjainak 44,8 %-a és a Lajstromba vett kasztok tagjainak 33,8 %-a él a szegénységi küszöb alatt 2011-12-ben, míg a muszlimok körében ez az arány 30,8 %. Városi területeken a dalit törzsi lakosok -a, a dalit kasztok tagjainak 21,8 %-a és a muszlimok -a szegény.
Néhány hindu dalit meggazdagodott, de a többség szegény maradt. Egyes dalit értelmiségiek, mint Chandrabhan Prasad úgy érvelnek, hogy a gazdasági liberalizmus bevezetése, 1991 óta sok dalit tudott javítani az életszínvonalán.

## Diszkrimináció

### Oktatás
Az „India Governs” Kutatóintézet 2014-es jelentése szerint az alsó tagozatokból lemorzsolódó diákok közel fele dalit. Karnátaka szövetségi államban pl. az iskolai lemorzsolódások 48%-a dalit. Nepálban is a dalit és a dzsanadzsáti diákok körében a legmagasabb a lemorzsolódás.
Az állami iskolák 88%-ában tapasztalni hátrányos megkülönböztetést a dalit gyerekekkel szemben. Az iskolák 79% -ában kérik arra a dalit diákokat, hogy üljenek a hátsó padba. 35%-ban tapasztalható, elkülönített ebédeltetés, és 28%-ban megjelölik a tányérjaikat. A gimnáziumokban a felsőbb kasztokhoz tartozó diákokat gyakran figyelmeztetik, hogy ne keveredjenek dalit társaikkal.
India szerte elterjedt, hogy a magasabb kasztbéli diákok, kollégák, vagy maguk a hatóságok megkülönböztetik és zaklatják a dalit tanárokat.

### Egészségügyi ellátás és élelmezés
Az egészségügyi ellátás és a táplálkozás területén is van hátrányos megkülönböztetés. A körzeti orvosok és a védőnők gyakran nem látogatják a dalit telepeket, hogy elkerüljék az érintkezést. Az élelmiszeradományokhoz nem engedik a dalitokat, gyakran csak távolból kapnak, hogy az adományozóknak ne kelljen érintkezni velük.

### Bűnözés
A börtönlakók körében aránytalanul sok a dalit. Míg a dalit kasztok és törzsek az indiai népesség egy negyedét alkotják, addig az indiai börtönöben a rabok harmada közülük kerül ki. Gudzsarát szövetségi államban, ahol a lakosság 6,7 %-a dalit, a börtönnépesség 32,9 %-a az.
A dalitok és nem dalitok között kitört erőszak leginkább ott fordul elő, ahol a dalitok gazdaságilag sikeresek, de az előítéletek mégis tartósak. Minden 18 percben bekövetkezik egy bűneset a dalitok kárára. Naponta 3 dalit nőt erőszakolnak meg. Hetente 13 gyilkosságot követnek el ellenük, naponta 27 atrocitás történik. Hetente 6 dalitot rabolnak el. A Bhagana nemi erőszak ügy példázza a dalit lányok-asszonyok elleni erőszakot. Bangalore-ban jegyzik föl a legtöbb jogsértést dalitokkal szemben. A kasztok közötti házasságot szokás ellenszerként ajánlani, de az indiai házasságok mindössze 5 %-a lépi át a kasztok határait.
Egy 2006-os cikk erőszakról, vitákról és hátrányos megkülönböztetésről számol be mahárástrai dalitokkal szemben. A cikk arra is felfigyel, hogy a nem-dalit családok úgy érzik: ők nem viselkednek így. Vannak adatok olyan esetekre, amikor felsőbb kasztbéliek arra kényszerítettek dalitokat, hogy emberi ürüléket egyenek és vizeletet igyanak. Dalit fiatalokat és megerőszakolt lányokat égettek el elevenen. Az egyik megégetett lány esetében bizonyítást nyert, hogy az ok: az áldozat továbbtanult.

### Törvény az atrocitások megelőzéséért
Az atrocitások megelőzéséért hozott 1989-es törvénnyel az indiai kormányelismerte, hogy a kasztok kapcsolatát az erőszak jellemzi. A törvény megállapít a Lajstromba vett kasztok és törzsek elleni konkrét bűncselekményeket, és büntetéseket rendel hozzájuk. Célja, hogy gátat vessen a dalitok elleni erőszaknak. A felsorolt atrocitások között van megalázás, vagy például káros anyagok fogyasztására való kényszerítés. A kényszermunka gyakorlata, a vízhez jutás megtagadása és más közszolgáltatások igénybe vételének megakadályozása, és a szexuális visszaélés is rajta vannak a listán. A törvény külön bíróságokat jelölt ki ilyen ügyek próbapereire. Felhívta azon szövetségi államokat, amelyekben a kasztok közötti erőszak szintje magas, hogy jelöljenek ki képzett tisztviselőket a helyzet normalizálása érdekében.
A gyakorlatban a törvényt szinte sehol nem alkalmazzák. Mindössze két államban jött létre a külön bíróság. A rendőrök ellenállást tanúsítanak, hogy a bűncselekményeket a törvény szerint vizsgálják. A vonakodás részben tájékozatlanságból fakad, részben pedig abból, hogy az „övéiket” védjék. Egy 1999-es tanulmány szerint a törvényt kikényszeríteni hivatott állami tisztviselőknek a negyede nem tudott a törvény létezéséről.

### Szegregáció
Fa Hszien (Fa Xian, 法顯), a kínai buddhista zarándok, aki a IV. század elején indiai útleírást készített, följegyezte, hogy a csandálák (चण्डालः) a társadalomtól elkülönítve, érinthetetlenül élnek: „Az egész országban az emberek nem ölnek meg semmilyen élőlényt, és nem isznak szeszt, nem esznek hagymát és fokhagymát. Ez alól csak a csandálák képeznek kivételt. Ez a nevük azoknak a lenézett embereknek, akik elkülönítetten élnek. Amikor belépnek a város kapuján, egy fadarabot ráznak maguk előtt, hogy a többi ember fölismerje és elkerülje őket”.
A városokban és a közintézményekben a független India alkotmányának életbe lépése óta a szegregáció visszaszorult, de a falvakban és a magánéletben ma is él főként az étkezések helyszínein, az iskolákban, a templomokban és az ivóvíz használata körül. Sok dalit sikeresen beilleszkedett az indiai városi társadalomba, ahol a származás kevésbé nyilvánvaló. A falusi Indiában viszont a kaszt-hovatartozás egyértelmű, és a dalitokat gyakran kizárják a helyi vallási életből, bár a kirekesztés lassanként csökken.
A hátrányos megkülönböztetés lassú, de biztos csökkenését szórványos kutatási adatok támasztják alá. Azamgarh megyében (Uttar Prades állam) például majdnem minden dalit család arról számol be, hogy a vőlegény kocsival megy a lakodalomba, míg 1990-ben csak a családok negyede mondta ezt. Régebben a felsőbb kasztok kiváltsága volt, hogy a vőlegény lovon menjen a menyasszonyához.
Egy 2014-es felmérés szerint az indiai népesség 27 %-a továbbra is gyakorolja az érinthetetlenek megkülönböztetését. India-szerte a bráhminok 52 %-a, az ú.n. elmaradott kasztok (Other Backward Classes – OBC) tagjainak 33 %-a, és a nem bráhmin magasabb kasztokhoz tartozók 24 %-a gyakorolta a dalitok megkülönböztetését. Kisebbségi vallási csoportok is gyakorolják az érinthetetlenséget: a szikhek 23 %-a, a muszlimok 18 %-a, sőt még a keresztények közül is 5 %. Az egyes szövetségi államokra bontott adatokból az látszik, hogy a leginkább a hindi nyelvű övezet, vagyis India északi államainak lakó gyakorolják a hátrányos megkülönböztetést: Madhja Prades (53 %), Himácsal Prades (50 %), Cshattíszgarh (48 %), Rádzsasztán és Bihár (47 %), Uttar Prades (43 %) és Uttarakhand (40 %).
Madhja Prades szövetségi államban általános gyakorlat, hogy közösségi összejöveteleken a dalitok nem nyúlhatnak az ételhez és a vízhez, s ebben az államban a falvak 80 %-ában tilos a templomok látogatása a dalitok számára.

### Diszkrimináció a népszokásokban
Egyes esetekben, amikor dalitok részt vettek holi idején a máglyák égetésének szertartásában, kopaszra borotválták őket, és meztelenül meghurcolták őket a falvakban.
Az utóbbi években előfordult India különböző részein, hogy ha egy dalit vőlegény lóra szállt, akkor felsőbb kasztbéliek megverték és elűzték.

## Vallás
Az indiai dalitok nagy része a hindu vallást gyakorolja. Az indiai alkotmány 1990-es módosítása szerint a lajstromba vett kasztok csak a hindu, szikh vagy buddhista vallásokhoz tartozhatnak. Ilyen vallási korlát nincs a lajstromba vett törzsek esetében.
Az Országos Mintavételi Kutatóintézet (National Sample Survey Organisation) adatai szerint a hinduk majdnem egynegyede, a buddhisták 90%-a és a szikhek egyharmada a dalit kasztokhoz tartozik. A keresztények esetében az indiai törvény nem ismeri el a dalit származást, de a kutatóintézet számításai szerint az indiai keresztények majdnem egytizede a lajstromba vett kasztok tagja. Figyelemre méltó az is, hogy az indiai keresztények további egyharmada törzsi hátterű.
| Vallás       | Dalit kaszt | Dalit Törzs |
| ------------ | ----------- | ----------- |
| Hinduk       | 22 %        | 9 %         |
| Buddhisták   | 90 %        | 7,4 %       |
| Keresztények | 9 %         | 33 %        |
| Szikhek      | 31 %        | 0,9 %       |
| Zoroaszterek | -           | 16 %        |
| Dzsainisták  | -           | 2,6 %       |

A lajstromba vett törzseknek rendszerint saját vallásuk van, amelyben meg-megjelennek a helyben uralkodó vallások elemei. Így például a munda törzs vallása a munda vallás, amely magába olvaszt egyebek között hindu, keresztény sőt dzsainista elemeket.

### Hindu vallás

#### Történet
Az érinthetetlenek megnevezésére a csandála (चण्डालः) megjelölést használja a Mahábhárata (महाभारत) című eposz részét képező kétezer éves törvényköny, a Manu Szmriti (मनुस्मृति). Később a csandála rokonértelmű szavaként gyakran találkozunk a domba kasztnévvel, mely egyébként az európai roma népnév etimológiai megfelelője.
Bábászáhéb B. R. Ámbédkar szerint az érinthetetlenség kb. Krisztus után 400 körül jött létre a buddhizmus és a bráhmanizmus küzdelme nyomán.
Egyes hindu papok összebarátkoztak dalitokkal, és rangban is lesüllyedtek közéjük. Egyik példájuk Dzsnyánésvar (ज्ञानेश्वर), aki a XIII. században dalittá vált, de tovább írta a Bhagavad Gítához készült híres kommentárjait. Éknáth (एकनाथ), egy másik kiközösített bráhmin, küzdött az érinthetetlenek jogaiért a bhakti korszakban. A történelmi példák sorában találkozunk Csókhámélá (चोखामेला) alakjával, aki az első dalit költő, és Raidásszal (रैदास), aki cipész családba született. A fenti szentek többnyire hindu vallás bhakti irányzatához tartoztak, amely akkoriban elutasította a kasztrendszert. Raidász, immár Guru Ravidász (ਭਗਤ ਰਵਿਦਾਸ) néven később a szikh dalit mozgalom, a ravidasszia (ਰਵਿਦਾਸੀ ਧਰਮ) központi alakja lett. Nandanár (നന്ദനാർ) a dél-indiai dalit szent viszont Siva követője volt, a papok kiközösítették származása miatt, de az isten elfogadta őt.
A kirekesztettség miatt sok dalit mindig is vitatta, hogy a dalitok hindu vallásúak lennének. A hagyomány szerint a hindu dalitok el voltak tiltva a védikus vallás lényeges tevékenységeitől. Sajátos vallási jelenségeik értékelését megnehezíti a hindu vallás gyakorlatainak és hiedelmeinek széles skálája.

#### Reformmozgalmak
Az első ismert történelmi személyek, akik elutasították a kasztrendszert, Gautama Buddha és Mahávíra voltak. Tanításaik önálló vallássá váltak: ez a buddhizmus és a dzsainizmus. A hindu valláson belül a bhakti mozgalmak és a tamil Rámánudzsa (இராமானுசர்) bátorították a dalitok részvételét és befogadását. Rámánudzsa nyilvánosan dalit tanítványokat fogadott a templomába. Népszerűsítette a tamil dalit Nammalvar (நம்மாழ்வார்) személyét és műveit.
A XIX. században a Brahmo Szamádzs (bengáli ব্রাহ্ম সমাজ), Árja Szamádzs (szanszkrit आर्य समाज) és a Rámakrisna Misszió (bengáli: রামকৃষ্ণ মিশন) tevékenyen részt vettek a dalitok egyenjogúsításában. A dalitoknak ugyan voltak saját templomaik, ám az első olyan templom, ahol a felsőbb kasztbéliek szeretettel fogadták a dalitokat, a Laxminarayan Templom volt Wardhá (marathi: वर्धा) városban 1928-tól.
Ezután következett a Kiáltvány a templomok megnyitásáról (Temple Entry Proclamation) az utolsó tavakuri királytól a mai Kerala (malajálam: കേരളം) államból 1936-ban.
Más reformerek, mint a punéi Dzsjótiráo Phulé (Jyotirao Phule, ज्योतिराव फुले), a keralai Ajjan Kali (Ayyankali അയ്യങ്കാളി) és a tamil dalit Ajóttitásza (Iyothee Thass, அயோத்தி தாசர்) is sokat tettek a dalitok egyenjogúsításáért.
Az 1930-as években Mahatma Gandhi és Bhímráo Rámdzsí Ámbédkar történelmi jelentőségű alkotmányjogi vitát folytatott le arról, hogy legyenek-e önálló dalit választókerületek. Ámbár soha nem nyerte el Dr. Ámbédkar támogatását közös választási fellépéshez, Gandhi mégis elindította a Haridzsan Jatra szerveződést. Palwankar Baloo, dalit politikus és krikett-játékos csatlakozott a Hindu Mahászabha függetlenségpárti küzdelmeihez.
Keralában hosszú út vezet a templomok megnyitásáról szóló 1936-os fejedelmi rendelettől az érinthetetlenség megszüntetése felé. A helyi hagyomány szerint a dalitoknak legalább 96 lábnyi távolságot kellett tartaniuk a Nambudiri kaszt tagjaitól, 64 lábnyi távolságot a Nájar (Nair) kaszt tagjaitól és 48 láb távolságot a többi felső kasztok tagjaitól. Egy nájartól azt várták el, hogy azonnal megölje azt a dalitot, aki beszennyezte őt az érintésével, és ugyanez a sors várt arra a dalitra, aki nem tért ki egy nájar útjából. Ma az ilyen szabályok fenntartása bűncselekmény. A keralai dalitok oktatási lehetőségei azonban ma is igen korlátozottak.
Más hindu csoportok megpróbáltak kiegyezni a dalit közösséggel. 2006 augusztusában Namdeo Dhasal dalit aktivista párbeszédbe elegyedett az RSS (Rashtriya Swayamsevak Sangh, राष्ट्रीय स्वयंसेवक संघ) nevű szélsőséges hindu nacionalista szervezettel, „hogy elássák a csatabárdot”.
A hindu templomok egyre elfogadóbbak a dalit papok iránt. Ez nagy szó, hiszen a papi hivatal valaha csak bráhminoké lehetett. Suryavanshi Das például dalit pap egy jelentős templomban Bihár (hindi:बिहार) szövetségi államban.
A templomok használata azonban továbbra is viták forrása.

### Buddhizmus
Mahárástra (महाराष्ट्र) államban valamint Uttar Prades (उत्तर प्रदेश), Tamilnádu (தமிழ் நாடு) és más régiók egyes településein 2001-re több mint hétmillió dalit a Dr. Ámbédkar által indított új buddhista mozgalom hatása alá került.
Az 1950-es években Ámbédkar figyelme a buddhizmus felé fordult, s ellátogatott Srí Lankára, hogy buddhista tudósokkal és szerzetesekkel találkozzék. Puné közelében Dehu Road településen 1955. december 25-én buddhista templomot avatott, és bejelentette, hogy könyvet ír e vallásról, s hogy úgy tervezi, át is tér. 1954-ben kétszer látogatott Burmába, másodszor a Buddhista Világszövetség harmadik kongresszusára. 1955-ben megalapította a Bharatiya Bauddha Mahasabha szervezetet, vagyis az indiai buddhista egyesületet. A Felébredett és az ő Tana c. könyvét 1956-ban fejezte be.
Miután találkozott Hammalawa Saddhatissa srí lankai buddhista szerzetessel, Ámbédkar nyilvános szertartást szervezett maga és követői számára Nágpúrba 1956. október 14-re. Ott menedéket vett a három drágaságban és felvette az öt fogadalmat: áttért. Félmillióan követték a lépését azon a helyen. Huszonkét fogadalmat tettek: kimondták, hogy elutasítják a hindu vallást és a hindu filozófiát. Ő ezután Katmanduba, Nepál fővárosába utazott, hogy részt vegyen a Negyedik Buddhista Világkongresszuson. Erre készítette utolsó kéziratát: A Buddha vagy Marx Károly címmel 1956. december 2-án.

### Szikh vallás
A szikh vallás elutasítja a kasztrendszer gondolatát, s ezt fejezik ki az egységes szikh személynevek, melyek nehezítik a kasztok szerinti megkülönböztetést. Ennek ellenére a szikh családok rendszerint nem engedik a kasztok közötti házasságot. A dalitok külön osztályt alkotnak a szikhek között, és ravidasszia nevű vallási mozgalmuk egyre önállóbbá válik. Kanshi Ram, a Bahujan Samaj Party alapító elnöke szikh dalit származású volt, de a buddhizmust gyakorolta, ha hivatalosan nem is tért át.
A Dérá Szacs Khand (Pandzsábi: ਡੇਰਾ ਸਚ ਖੰਡ) vallási jótékonysági szervezet 1942-ben alakult meg. Templomokat, kórházakat tart fönn. Hívei külsőségekben is elkülönülnek a szikhek többségétől, mert jó részük nem hord turbánt. A szervezetnek több százezer híve van a dalit szikhek körében Dzsalandhar (pandzsábi: ਜਲੰਧਰ) környékén. Sok követője van Nagy-Britanniában, Kanadában, Németországban, Olaszországban, Spanyolországban és Görögországban. A szervezet adja a ravidasszia mozgalom hátterét, amely ma már a szikh dalitok önállósuló egyháza. A ravidasszia mozgalom először Guru Ravidász hindu szentet, majd Dr. Ámbédkar buddhista szentet is oltárára emelte.
Ramanand Dassz a Dérá Szacs Khand egyik vezetője volt, Guru Ravidász híve, és a ravidasszia irányzat prédikátora. Neve akkor lett nemzetközileg is ismert, amikor 2009. május 24-én Bécsben a rudolfsheimi szikh templomban meggyilkolták. A támadás egész Észak-Indiában zavargásokhoz vezetett.

#### A Talhan Gurdwara konfliktus
2003-ban a Talhan falu beli szikh templom körül elfajult a vita a dzsatt szikhek és a dalit szikh csamár (ਚਮਾਰ) kaszt között. A csamárok erőszakhoz folyamodtak a dzsatt földbirtokosokkal szemben azért, hogy részt kapjanak a helyi kegyhelyet működtető bizottságban. A zarándokhely évi 30-70 millió rupiát jövedelmez, és a dzsattok állítólag „az adományok jó részét fölmarkolták”. A dalitok ugyan a falu 5000 lakójának több mint 60%-át teszik ki, a helyi hagyományok alapján nem kaphattak helyet a bizottságban. A földbirtokosok radikális szikh szervezetekkel karöltve úgy próbálták távol tartani a dalitokat, hogy egyetlen éjszaka a földig lebontották a szentélyt, majd újat építettek a helyére. A dalitok azonban nem hagytak föl igényükkel. Chanan Ram Pal, a Talhan Dalit Bizottság elnöke így beszél:
„Az önérzetünkért küzdöttünk. Guru Ravidász tanításai és a közoktatás modern iskolái belénk nevelték az önérzetet. Gazdaságilag független közösség vagyunk, mert közülünk sokan dolgoznak külföldön, pl. Dubajban, Európában stb., és hazaküldik a keresményüket. Az itthoniak sem a földesuraknak dolgoznak, hanem vállalkozók. Ugyanolyan pandzsábiak vagyunk, mint más kasztok tagjai. Ugyanazt a vizet isszuk, ugyanazt az ételt esszük. Ugyanannyit érünk, mint bárki más.”
Bhupinder Singh Bains, a kegyhely bizottság tagja belátja a földbirtokosok korrupcióját, és leszögezi,
„Vasárnaponkén a templom nyitva volt. Az 5-7 százezer rupiából 1-2 százezret bezsebeltünk. A bizottság elutasította, hogy csamárokat beválasszon, mert régi hagyomány volt ez. Rosszul tettük, hogy így gondolkoztunk. A dalitok nagyon fölháborodtak, amikor egy kis pénzt kértek az ünnepükre, és a bizottság 10-15.000 rupiával szúrta ki a szemüket. A dalitok be akartak kerülni a bizottságba, négy évig jártak ezért a bíróságra. Most, hogy bekerültek, mindenki rajta tartja szemét a kasszakulcson, vége a korrupciónak.” Bhupinder Singh Bains így folytatja: „Az érinthetetlenség nem érvényes már. Ez hindu, bráhmin kitaláció volt. Valaha a csamár családok tőlünk függtek, például ők vitték el a melasz maradékát. Ma már egyenlőek velünk, a gyerekeik közül sokan magas rangú hivatalnokok zsíros állásokban. A földbirtokosok gyerekei nem akarnak dolgozni a földön, a csamárok gyerekei viszont tanulnak, és jó munkájuk van. A mi gyerekeink pedig drogoznak, mert sok a ráérő idejük…”
A csamárok négy éven át küzdöttek a bíróságon a dzsatt földbirtokosok és szövetségeseik, például a pandzsábi rendőrség ellen. A dzsattok bojkottokat indítottak a csamárokkal szemben, például kikapcsolták az áramukat. Végül már tettlegességre is sor került: a csamár fiatalok botokkal, kövekkel, szódásüvegekkel támadtak a dzsatt földbirtokosok fiataljaira és a rendőrökre. A dalit fiatalok jelszavakat festettek a házaikra és a motobiciklijeikre: „Putt csamár de” (büszke csamár ifjak) válaszul a dzsatt szlogenre: „Putt dzsattan de” (büszke dzsatt ifjak).

### Dzsainizmus
Valaha a dzsainizmust India-szerte sokféle közösség gyakorolta. Ma kevesen vannak, többnyire konzervatívok, és felsőbb kasztbélinek tekintik őket.
Az 1901-es indiai népszámlálás beszámolója szerint India bizonyos részein a Bhangi, Csamár, Csura, Dhéd, Dóm és Mócsi dalit közösségeket dzsainként azonosították.
1958-ban, a Sthanakvasi Jain Muni Sameer Muni kapcsolatba lépett a Khatik dalit közösség tagjaival Udaipur környékén, mert föl akarták venni a dzsainizmust. Központjukat Ahimsa Nagarban, Chittorgarhtól 4 mérföldre Mohanlal Sukhadia szentelte föl 1966-ban. Sameer Muni Veerwaalnak nevezte el őket, tehát a vallásalapító Mahávírához tartozónak.
Egy 22 éves dalit fiatal, Chandaram Meghwal, dzsain szerzetesi felavatást kapott Ahore városban Dzsalore megyében 2005-ben. 2010-ben egy Mahár mérnököt, Vishal Damodart dzsain szerzetessé avatta Acharya Navaratna Sagar Suriji Samet Shikharban. Acharya Nanesh, a nyolcadik ácsárja a Szadhumargi dzsain Srávak Szanghában prédikált a Balai dalit közösségben 1963-ban Ratlam közelében. Követőit Dharmapalnak hívják. 1984-ben, néhány bhangi dalit Dzsódhpurból Acharya Shri Tulsi hatása alá került és fölvette a dzsainizmust.

### Kereszténység
Dél-India számos keresztény közössége követi a kasztrendszert. A társadalmi rétegződés olykor változatlan marad, és például a goai katolikusok esetében a hindu rendszerrel azonos. Egy 1992-es tanulmány Tamilnádu államban dalit katolikusokat talált, akik szegregált templomokat, temetőket, miséket, sőt körmeneteket látogattak. Egy keresztény dalit aktivista, aki Bama Faustina álnéven ír, első kézből számol be a felsőbb kasztbéli apácák és papok által irányított megkülönböztetésről Dél-Indiában.

## Politikai részvétel
Dalit politikai pártok:
- Bahujan Samaj Party
- Republican Party of India,[138] Mahárástra államban aktív
- Viduthalai Chiruthaigal Katchi, dravida dalit párt Tamil Nadu államban
- Bharipa Bahujan Mahasangh, amelyet Prakash Yashwant Ambedkar, Dr Ambedkar unokája vezet
- Lok Janshakti Party, Bihár államban

Dalit ellenes előítéletek léteznek olyan politikai csoportosulásokban, mint a szélsőséges Ranvir Sena nevű gárda, melyet felsőbb kaszt béli földesurat működtetnek Bihár államban. Ellenzik az egyenlő bánásmódot a dalitokkal kapcsolatban, és nem riadnak vissza az erőszaktól. Az indiai kormány terrorista szervezetnek tekinti.
A Hindutva (hindu nacionalizmus) fölemelkedésével az indiai politikában előkerültek olyan vádak, hogy a dalitok vallási áttérése nem a hitről szól, hanem az egyes egyházak oktatási vagy munkalehetőségekkel csábítják át a hindu dalitokat. Ezért az áttérést tiltó jogszabályok születnek például Gudzsarát államban, amelyek állami eszközökkel tartósítják az elnyomottak helyzetét. Mégis vannak dalit politikusok, pl. Bangaru Laxman, akik személyes kiállásukkal támogatják a Hindutva mozgalmat.
Másik politikai kérdés a dalitokat pozitívan diszkrimináló rezervációs kvóta rendszer az állami állások és a felsőoktatás világában. A törvényhozásban pl. a helyek kb. 8%-a a Lajstromba vett kasztok és törzsek jelöltjei számára van fenntartva.
A dalit Babu Jagjivan Ram volt India miniszterelnökhelyettese 1977-től 1979-ig a CFD (később Congress(J)) párt színeiben.
1997-ben, K. R. Narayanan-t India első dalit köztársasági elnökévé választották. A dalit származású K. G. Balakrishnan-t a Legfelsőbb Bíróság elnökévé (Chief Justice of India) választották 2007-ben.
2007-ben Mayawati, egy dalit asszony nyerte a választásokat Uttar Pradesben, India legnépesebb szövetségi államban. Elemzések szerint a győzelmét annak köszönheti, hogy a legfelsőbb kasztokból is sok támogatót szerzett. Sokan fölvetették a gondolatot, hogy belőle egyszer India miniszterelnöke is lehet még. Mayawati négyszer is elnyerte a főminiszteri tisztséget Uttar Pradésben.
Az indiai törvények és az Alkotmány tiltja a diszkriminációt a dalitokkal szemben.

### Szavazat-bank
A dalitokat gyakran szavazat-banknak használják egyes politikai pártok, különösen a baloldali Nemzeti Kongresszus Párt és a jobboldali Bhartiya Janata Party, anélkül, hogy egyébként befogadnák őket.

## Dél-Ázsián túl
William Darity és Jessica Nembhard összehasonlították a dalitok gazdasági lehetőségeit más országok hasonló helyzetben lévő csoportjaival, mint Ausztrália, Belize, Brazília, Kanada, Malajzia és Dél-Afrika. Arra jutottak, hogy India kisebb egyenlőtlenséget tart fönn a társadalmi csoportok között, mint sok más nemzet. Mivel azonban India általában véve szegény, mind a dalitok, mind a nem-dalitok életminősége alacsonyabb más országok összevethető társadalmi csoportjaihoz képest.

### Nagy-Britannia
A II. világháború után jelentős bevándorló tömegek áramlottak a volt gyarmatbirodalomból, különösen Pakisztánból, Indiából és Bangladesből. Köztük sok dalit érkezett a szigetországba. Egy 2009-es jelentés kiterjedt kaszt diszkriminációról számol be az Egyesült Királyságban. A beszámoló azt állítja, hogy a kasztrendszer a munkahelyektől egészen az egészségi ellátásig jelen van.
Az indiaiak megosztottak ebben a kérdésben és az ilyen állításokat vitatja az Egyesült Királyság Hindu Tanácsa. amely úgy látja, hogy ezt a témát keresztények és más India-ellenes aktivisták manipulálják, akik azon dolgoznak, hogy áttérítsenek hindukat.
A hindu csoportok azt bizonygatják, hogy a kaszt kérdések megoldódnak az előző nemzedékek kiöregedésével, és a kasztok közötti házasságok emelkedő trendje segíteni fog ezen. Olyanok is vannak, akik tagadják a kasztok közötti hátrányos megkülönböztetést. Mások visszautasítják, hogy a kormány beleavatkozzon a közösség ügyeibe. A Brit Hindu Fórum saját kutatást vezetett, amely avval a megállapítással zárult, hogy a kaszt diszkrimináció nem fertőző a brit társadalomban, de éppen a kasztrendszert tárgyaló jelentések növelik és intézményesítik az indiaiakkal szembeni elutasítást, és a korlátokat inkább az oktatás segítségével kellene felszámolni.
Újabb kutatások úgy találták, hogy a kasztokkal kapcsolatban nemigen van teendő, mivel a diszkrimináció nem korlátozódik egy-egy vallásra”. Az egyenlőségért felelős miniszter, Helen Grant nem talált elegendő bizonyítékot, ami alátámasztana egy törvényhozási intézkedést. Az árnyékkormány minisztere Kate Green azt mondta, hogy ez viszonylag kevés emberre lenne hatással. Gavin Flood, a vallási tanulmányok egyetemi tanára az oxfordi Hindu Tanulmányok Központból arra jutott, hogy a hindu közösség Angliában különösen jól beilleszkedett, és elveszíti kasztkötődéseit. A kasztokkal kapcsolatos hiedelmek főként a bevándorlók első nemzedékére jellemzők, aztán nemzedékenként egyre gyöngülnek, ahogy az asszimiláció halad.
A kasztellenes törvényalkotás támogatói között azonban olyan személyiségek vannak, mint Lord Avebury és Lady Thornton.

#### Szikh diaszpóra
A brit gurdwarák többsége kaszt alapon szerveződik és bárkinek a kasztjára rá lehet jönni abból, hogy melyik templomba jár.
Ámbátor a kaszt vagy dzsáti bráhmin hindu gondolat, s a szikh hittel ellentétes, továbbra is befolyásolja a szikheket. A kasztkülönbségek megvannak a szubkontinensről érkezett szikh családok között. Az Egyesült Királyságban élő szikhek kasztokban gondolkodnak. A templomok (gurdwarák) egy-egy kaszt birtokában vannak. Eltérő kasztokhoz tartozó szikhek képtelenek egy templomon osztozni. A legtöbb brit városban, ahol jelentős szikh lakosság él, az egyes gurudwarák működtetéséért felelős bizottságok egy-egy kasztból állnak. Az Egyesült Királyságban élő fő szikh kasztok a dzsattok és a ramgarhiák. A kisebb létszámú dalit szikh diaszpóra viszont a Mazhabi és a Ramdasszi szikhekből áll, és a Válmíki ਵਾਲਮੀਕ valamint a ravidasszia templomokra korlátozódik.
A kasztok közötti szegregáció azt a különös helyzetet hozta, hogy a Mazhabi szikhek és a hindu Csurák Anglia szerte közös templomokat használnak. Ezekben a Válmíki templomban együtt tartanak Guru Granth Sahib, valamint Mazhabi szikh és Válmíki imádságokat.
A dalit szikhek szerte Nagy-Britanniában alsó kasztbéli templomok hálózatát tartják fenn. A kasztok közötti feszültségek időnként felszínre jutnak a magas kasztbéli dzsattok és a kaszton kívüli dalitok között. Erőszakig rend szerint akkor fajulnak a dolgok, amikor a két közösség között házasságra kerül a sor. Emlékezetes, hogy Wolverhampton városában dzsatt szikhek visszautasították a közös csapokat, és elkerülték a fizikai érintkezést az alsó kasztokkal. 1999-ben Birminghamben egy sporteseményen dzsatt szikhek visszautasították, hogy egyenek a csamár közösség főztjéből.
A dzsattok többsége sosem enne egy ravidasszi házban vagy templomban. A szikh dalitok nem érzik magukat otthonosan a felsőbb kasztok templomaiban. A szikh csamárok (Ramdasszi szikhek) viszont a hindu csamárokkal közös ravidasszi templomokat tartanak fenn, tehát a kasztokon belül maradva átlépik a vallásokat elválasztó határokat. A mazhabi szikhek pedig a hindu csurákkal közösen tartanak fenn Válmíki templomokat.
A szikh gurdwarákat többnyire idős, első generációs bevándorlók ellenőrzik, akik rossz szemmel nézik a vegyes házasságokat, még ha egyre több ilyennel is találkoznak. Még két magas kaszt között is halálos veszedelem a vegyes házasság. Így pl. a dzsattok magasabbra tartják magukat, mint a ramgarhiák, s a konfliktus tettlegessé fajulhat. Az a néhány gurudwara, amely elfogadja a vegyes házasságokat, fontolva halad.

### Dalitok a Karib-tengeren
Becslések szerint 1883-ban a betelepülők harmada dalit volt, akik a hindu társadalom kitaszítottjaiként érkeztek a világ túlsó oldalára.

### Kelet-Európa
A III. évezred első éveiben magyar cigányok párhuzamot vontak saját helyzetük és az indiai dalitok helyzete között. A párhuzam felállításában szerepet játszhatott a cigányok indiai származása, a romák és a „domba”, „dom” dalit kaszt nyelvészeti és genetikai rokonítása, de nyilatkozók, Orsós János hidasi pedagógus, Lázi István Benő sajókazai szociális munkás, Hudák Igor szepsi emberi jogi aktivista nem a rokonságra teszik a hangsúlyt. Az érdeklődésüket a társadalmi helyzet hasonlósága keltette föl.
A kitaszított helyzet, az egészségügyi, lakhatási, oktatási, foglalkoztatási helyzet hasonlóságai miatt Magyarországon jól használhatónak bizonyultak a dalitok körében sikeres megoldások. Ennek folytán Baranyában és Borsodban, majd Szlovákia déli részén néhány év alatt gyökeret vert a Dr Ámbédkar által elindított dalit buddhista mozgalom. Ők működtetik a www.dalit.hu oldalt.
Európában hasznos újdonságnak bizonyult az az indiai kasztokban és vallási szervezetekben kialakult modell, hogy a hátrányos helyzetű lakosok segítésére alakult szervezetekben és intézményekben a döntéshozók nem „magasabb kaszt béliek”, hanem maguk is a közösség tagjai.

## Demográfia Indiában
A dalitok Pandzsáb (ਪੰਜਾਬ) államban képviselték a legmagasabb arányt kb. 31,9%-kal, míg Mizóram मिज़ोरम államban és a szigetvilágban szinte egyáltalán nincsenek jelen.
A 2011-es népszámlálás szerint négy szövetségi államban él a dalitok közel fele: Uttar Pradés (20,5%), Nyugat-Bengál (10,7%), Bihár (8,2%) és Tamil Nadu (7,2%).

## Belső konfliktusok
Néhány dalit csoport egymás vetélytársa, és időnként e feszültségek felszínre törnek. Egy tanulmány több mint 900 dalit alkasztot talált India szerte, melyek tovább oszthatók.
A bálmíkik (hindi: वाल्मीकि) úgy jellemzik a dzsátavokat (hindi: जाटव) mint a szegényebbek elnyomóit. A paszik az 1990-es években ugyanilyen okból azért nem támogatták a Bahujan Samaj Pártot (BSP), mert „csamár párt”-nak tartották.
A khatíkokat (Hindi: खटीक, Urdu: کھٹیک – hentesek) a közvélekedés magasabb rangúnak tartja, mint a bhangíkat (hindi: भन्गी), ám ez utóbbiak mégis visszautasítják, hogy a khatíkoknál takarítsanak, mert attól félnek, hogy a mészáros foglalkozással kapcsolatba kerülve beszennyeződnek.